# Логотерапия
Логотерапи́я (от др.-греч. λόγος — смысл, причина) — один из видов экзистенциальной психотерапии, основанный на поиске смысла существования. Разработан Виктором Франклом в середине XX века, а его дело продолжает австрийский психотерапевт Элизабет Лукас.

## Основные концепции
Согласно Франклу, логотерапия основывается на трех витальных понятиях: свободе воли, воле к смыслу и смысле жизни. Концепция логотерапии утверждает, что движущей силой человеческого поведения является стремление найти и реализовать существующий во внешнем мире смысл жизни. Одним из ключевых человеческих свойств, по мнению Франкла, является воля к смыслу, которую Франкл противопоставил адлерианскому стремлению к превосходству, самоутверждению, направленному на компенсацию комплекса неполноценности, и фрейдовскому принципу удовольствия. Франкл считал, что стремление к смыслу — фундаментальная мотивационная сила в человеке, и что люди нуждаются не в лишённом напряжения состоянии, а в напряжённом стремлении к некоему смыслу, который достоин их. Когда же стремление к смыслу фрустрировано, возникает апатия, скука.
Состояние человека, когда у него фрустрировано стремление к смыслу, по мнению Франкла, и называется экзистенциальным вакуумом, о котором писали философы-экзистенциалисты. Экзистенциальный вакуум, согласно логотерапии, может вести к ноогенному неврозу (неврозу, который возникает вследствие фрустрации стремления к смыслу), клинической симптоматике.
В 1950—1960-е годы Франкл констатирует распространение утраты смысла жизни. Согласно приведённой им статистике, при этом возрастает заболеваемость депрессиями, наркоманией, алкоголизмом, а также возрастает агрессия. В отличие от Фрейда, который считал, что агрессию порождают подавленные сексуальные инстинкты, Франкл считал важной причиной агрессии также отсутствие смысла жизни. По его мнению, алкоголики и наркоманы — это люди, не имеющие жизненного смысла или его утратившие, испытывающие экзистенциальный вакуум, внутреннюю пустоту, бессмысленность существования.
С точки зрения Франкла, смысл не есть что-то чисто субъективное, — человек не придумывает его, а находит в окружающем мире. Франкл называет три пути, идя по которым человек может сделать свою жизнь осмысленной:
- деятельность, ведущая роль в которой отведена творчеству, труду (не бесцельному, а как вклад в жизнь общества);
- переживание, которые дают нам созерцание произведений искусства, природы, переживание чувства любви;
- поиск смысла в той доле, которая выпала человеку, в пережитых страданиях и лишениях, которые ему достались.

Франкл подчёркивает, что третий путь — путь нахождения смысла в страданиях — нужно использовать, только если недоступны первые два. Третий путь Франкл открыл для себя, будучи в концлагере во время Холокоста, и этот путь помог ему вынести ужасные муки. В своей книге Франкл приводит такой пример нахождения смысла в страданиях:

Однажды пожилой врач консультировался со мной из-за своей тяжёлой депрессии. Он не мог преодолеть утрату своей жены, которая умерла за два года до этого и которую он любил больше всего на свете. Как я мог помочь ему? Что я должен был ему сказать? Я не стал ничего говорить, а вместо этого спросил: «Что бы произошло, доктор, если бы Вы умерли первым, и Ваша жена должна была бы жить без Вас?» Он ответил: «О, для неё это было бы ужасно. Как бы она страдала!» После чего я заметил: «Вы видите, доктор, теперь она не должна страдать. И это Вы, живя, спасаете её от страданий. Но спасая её от страданий, Вам приходится платить за это своими страданиями, живя без неё и оплакивая её». Доктор не сказал ни слова, пожал мне руку и спокойно покинул офис.
— Виктор Франкл, «Man's Search for Meaning»

## Методы логотерапии

### Логоанализ
В логотерапии разработан метод логоанализа для изучения жизни и ценностей пациента. Его разработал американец Джеймс Крамбо (англ. James C. Crumbaugh), один из учеников Виктора Франкла. Метод позволяет провести детальную, как выражается Крамбо, инвентаризацию жизни пациента. В логоанализе используются два основных приёма: расширение поля сознания и стимулирование творческого воображения.

### Парадоксальная интенция
Для лечения фобий и обсессивно-компульсивного расстройства Франкл предложил метод парадоксальных интенций. В рамках данной методики пациенту, имеющему, например, определённую фобию, предлагается парадоксальная попытка возжелать то, чего он больше всего боится. Это может быть объект, действие или ситуация, в которой пациент очень боится оказаться.

### Дерефлексия
Назначение метода дерефлексии в том, чтобы преодолеть навязчивую склонность к самонаблюдению, которое становится чрезмерным. Человеку рекомендуется переключить внимание с самого себя на смыслы и ценности, которые он может воплотить в окружающем мире. Сам Франкл так охарактеризовал дерефлексию: 
Посредством дерефлексии пациент получает возможность игнорировать свой невроз, фокусируя своё внимание на чём-то постороннем. Он направляет своё внимание на жизнь, полную потенциальных смыслов и ценностей, которые имеют непосредственное отношение к его личным способностям.